# Малодворянка
Малодворя́нка — село в Україні, у Єланецькій селищній громаді Вознесенського району Миколаївської області. Населення становить 438 осіб. До 2020 року орган місцевого самоврядування — Малодворянська сільська рада. До складу Малодворянської сільської ради належали села Приют та Володимиро-Матвіївка в народі Сакино та Каганович. На території села розташована Малодворянська ЗОШ І-ІІ. ст. Також у селі є дитячий садок і медичний пункт.

## Населення

### Мова
Розподіл населення за рідною мовою за даними перепису 2001 року:
| Мова       | Кількість | Відсоток |
| ---------- | --------- | -------- |
| українська | 406       | 92.69%   |
| російська  | 17        | 3.88%    |
| румунська  | 13        | 2.97%    |
| вірменська | 2         | 0.46%    |
| Усього     | 438       | 100%     |